# The Incredible String Band
The Incredible String Band var en brittisk musikgrupp bildad 1965 i Skottland som spelade psykedelisk folkmusik. De uppträdde på Woodstockfestivalen 1969.
Bandet upplöstes 1974. 1999 återförenades bandet för att återigen upplösas 2006.

## Medlemmar

### Tidigare medlemmar
Robin Williamson, Mike Heron och Clive Palmer är trion som startade bandet.
Licorice McKechnie och Rose Simpson var flickvänner till Robin Williamson och Mike Heron. Janet Shankman sjöng sången Bad Sadie Lee på dubbel-LP:n U men medverkade för övrigt mest som fotograf. Hon var under en period gift med Robin Williamson efter dennes separation från Licorice McKechnice. Basisten och pantomimisten Malcolm LeMaistre började i bandet 1971 på skivan U.
- Mike Heron (född James Michael Heron 27 december 1942 i Edinburgh) – sång, gitarr (1965–1974, 1999–2006)
- Clive Palmer (född 13 maj 1943 i London), England) – banjo (1965–1966, 1999–2006; död 2014)
- Robin Williamson (född Robin Duncan Harry Williamson 24 november 1943 i Edinburgh) – sång, gitarr, fiol, flöjt, harpa, banjo (1965–1974, 1999–2003)
- Rose Simpson (född i Otley, West Yorkshire, England) – sång, basgitarr, fiol, slagverk (1968–1971)
- Christina "Licorice" McKechnie (född 2 oktober 1945 i Edinburgh) – sång (1968-1972)
- Malcolm Le Maistre (född 1949 i England) – sång (1971–1974)
- Stan Lee Schnier (1972–1974)
- Gerald Dott (1972–1973)
- Jack Ingram (1972–1974)
- Graham Forbes (1973-1974)
- John Gilston (1974)
- Lawson Dando (1999–2006)
- Bina Williamson (1999–2003)
- Claire "Fluff" Smith (2003–2006)

### The Incredible String Band idag
The Incredible String Band återförenades 1999 med trion som hade startat bandet för 34 år sedan, förutom trion så var Robin Williamsons fru Bina och Lawson Dando med i återföreningen.
Två år senare hade paret Williamson lämnat bandet och kvar blev Heron, Palmer och Lawson, de återstående av ISP turnerar fortfarande med nya tillskottet Claire Smith aka Fluff.
2009 arrangerade Heron och Palmer en konsert kallad "Very Cellular Songs: The Music of the Incredible String Band" vid The Barbican i London, der bland annat Richard Thompson, Danny Thompson, Robyn Hitchcock, Alasdair Roberts, Trembling Bells, Green Gartside och Dr Strangely Strange deltog.

## Diskografi

### Studioalbum
- The Incredible String Band (1966)
- The 5000 Spirits or the Layers of the Onion (1967)
- The Hangman's Beautiful Daughter (1968)
- Wee Tam (1968)
- The Big Huge (1968)
- Changing Horses (1969)
- I Looked Up (1970)
- U (1970)
- Liquid Acrobat as Regards the Air (1971)
- Earthspan (1972)
- No Ruinous Feud (1973)
- Hard Rope & Silken Twine (1974)

### Livealbum
- Be Glad for the Song Has No Ending (1970)
- BBC Radio 1 Live on Air (1991)
- BBC Radio 1 Live In Concert* (1992)
- The Chelsea Sessions 1967 (1997)
- First Girl I Loved: Live in Canada 1972 (2001)
- Bloomsbury 2000 (2001)
- Nebulous Nearnesses (2004)
- Across The Airwaves: BBC Radio Recordings 1969-74 (2007)
- Tricks of the Senses - Rare and Unreleased Recordings 1966 - 1972 (2008)

### Samlingsalbum
- Wee Tam/Big Huge (1968)
- Relics of the Incredible String Band (1970)
- Seasons They Change (1976)
- On Air (1994)
- The Hannibal Sampler (1994)
- The Chelsea Sessions 1967 (1997)
- Here Till There Is There: An Introduction to the Incredible String Band (2001)
- Changing Horses/I Looked Up (2002)
- The 5000 Spirits or the Layers of the Onion/The Hangman's Beautiful Daughter (2002)
- Heritage (2003)
- Earthspan/No Ruinous Feud (2004)
- Incredible String Band/5000 Spirits or the Layers of the Onion (2004)

### Singlar
- "Way Back In The 1960s" / "Chinese White" (1967) (promo)
- "Painting Box" / "No Sleep Blues" (1968)
- "Big Ted" / "All Writ Down" (1969)
- "This Moment" / "Black Jack Davy" (1970)
- "Black Jack David" / "Moon Hang Low" (1972)
- "At The Lighthouse Dance" / "Jigs" (1973)

### Dvd/Videor
- Be Glad for the Song Has No Ending [DVD/Video] (2001)